# Tętnica szyjna wspólna

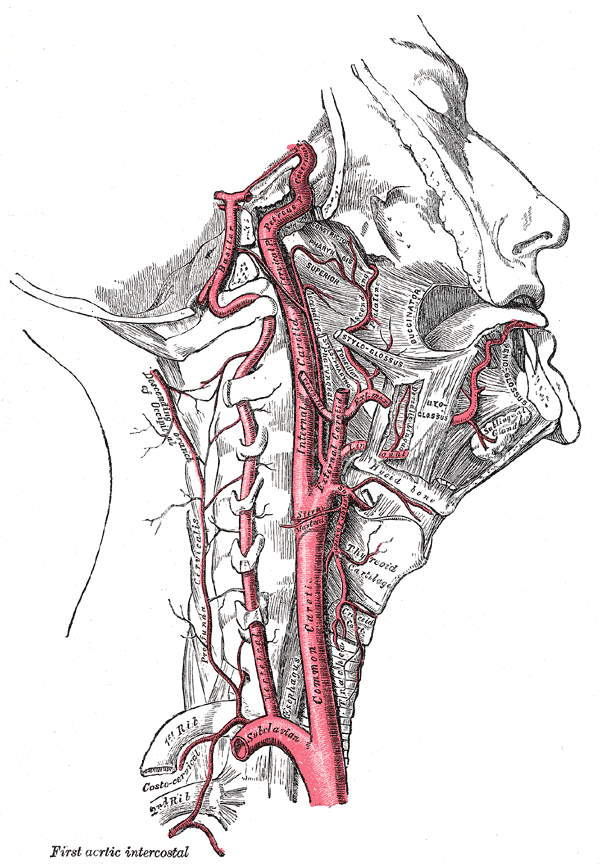
Tętnice prawej strony szyi. Tętnica szyjna wspólna prawa podpisana Common Caroti.

Tętnica szyjna wspólna (ang. common carotid artery, łac. arteria carotis communis) – w anatomii człowieka główne naczynie tętnicze zaopatrujące głowę i szyję. Lewa tętnica szyjna wspólna odchodzi bezpośrednio z łuku aorty, a prawa z pnia ramienno-głowowego. Na szyi biegnie razem z żyłą szyjną wewnętrzną i nerwem błędnym w powrózku naczyniowo-nerwowym. W obrębie trójkąta tętnicy szyjnej wychodzi ona spod przedniego brzegu mięśnia mostkowo-obojczykowo-sutkowego dając możliwość dogodnego badania tętna. W górnym biegu wytwarza zatokę tętnicy szyjnej. Tętnica szyjna wspólna dzieli się na wysokości 3–4 kręgu szyjnego na tętnicę szyjną wewnętrzną i tętnicę szyjną zewnętrzną. W obrębie szyi tętnica szyjna wspólna biegnie tranzytem nie oddając przed podziałem żadnych gałęzi.